# Neumarkt im Hausruckkreis
Pour les articles homonymes, voir Neumarkt.
Neumarkt im Hausruckkreis est une commune autrichienne du district de Grieskirchen en Haute-Autriche.

## Jumelage
- Laboe (Allemagne)